# Andrea Mantegna
Andrea Mantegna je bio talijanski slikar i bakrorezac (Isola di Carturo, kraj Padove, 1431. – Mantova, 13. rujna 1506.). Najznačajniji predstavnik rane renesanse u Padovi.

## Životopis
Mantegna je u Padovi bio učenik i posinak osrednjeg slikara Squarcionea. Zarana je izgradio stil precizna crteža, odličnog poznavanja perspektive, plastične modelacije figura i prostora te karakterizacije likova. 
U Mantovi je za obitelj Gonzagu naslikao ciklus monumentalnih fresaka u dvorani Camera degli Sposi s mnogobrojnim obiteljskim portretima, dvorskim scenama i iluzionistički oslikanom kupolom (kojom je anticipirao barokne iluzionističke kompozicije).

## Djela
Osim sakralnih kompozicija (Kalvarija; Smrt Majke Božje; Oplakivanje Krista), radio je povijesne kompozicije (ciklus slika Cezarov trijumf).
Njegovo proučavanje perspektive dovelo ga je do vrhunca na njegovom djelu Oplakivanje Krista, gdje je Krist prikazan u sjajnom skraćenju s nogama u prvom planu. Krist je prikazan kao bilo koji čovjek, mrtvačke boje sa svetim ranama i prekriven mrtvačkim pokrovom. Likovi koji se uplakani javljaju s lijeve strane su tu samo da upotpune prostor. Sva se slika centrira na tome jadnom ispaćenom tijelu u skraćenju.
Na slici Sveti Sebastijan opet izmučeno tijelo privezano za antički stup, čime se opet ističe veza s antikom i upotpunjava perspektiva pejzaža u pozadini. Tijelo je mučki zelenkasto, i sve je nekakvog zelenkasto-žućkastog sjaja; inače su Mantegnine boje tmurne i tamne (čak i nebo).
Tradicionalna mučenička tema Svetog Jakova vode na pogubljenje je odrađena na renesansno moderan način; ovde je Mantegna genijalno otišao dalje od stavljanja teme u drugi plan (kao kod Piera della Francesca). Sv. Jakov se i ne vidi od silne mase ljudi i vojnika, a izrazitom “žabljom perspektivom” se ističe arhitektura u pozadini iznad događanja.
U sjevernoj Italiji bio je jedan od prvih bakrorezaca biblijskih i mitoloških prizora (Polaganje Krista u grob; Borba morskih božanstava).
Snažno je utjecao na talijanske i njemačke slikare (Giovanni Bellini, Albrecht Dürer i dr.).

### Popis najvažnijih djela
- Sv. Jeronim u divljini (c. 1448. – 1451.) - tempera na drvu, 48 x 36 cm, Muzej umjetnosti São Paulo, Brazil.
- Poklonstvo pastira (c. 1451. – 1453.) - tempera na platnu prebačena s drveta, 40 x 55,6 cm, Metropolitan muzej, New York.
- Oltar sv. Luke (1453.) - tempera na drvu, 177 x 230 cm, Pinakoteka Brera, Milano.
- Raspleo (1457. – 1459.) - drvo, 67 x 93 cm, Louvre, Pariz.
- Krist kao Otkupitelj (1495. – 1500.) - tempera na drvu, 78 x 48 cm, Državni muzej umjetnosti, Kopenhagen.
- Agonija u vrtu (c. 1459.) - tempera na drvu, 63 x 80 cm, Nacionalna galerija u Londonu.
- Portret kardinala Lodovica Trevisana, (c. 1459. – 1469.) - tempera na drvu, 44 x 33 cm, Berlin.
- Smrt Djevice (c. 1461.) - Panel, 54 x 42 cm, Muzej Prado, Madrid.
- Portret muškarca (c. 1460.) - drvo, [Nacionalna galerija umjetnosti Washington.
- Predstavljanje u hramu (c. 1460. – 1466.) - tempera na drvu, 67 x 86 cm, Berlin.
- Madona s uspavanim Djetetom (c.1455.) - ulje na platnu, 43x32 cm, Berlin.
- Sv. Juraj (c. 1460,) - tempera na drvu, 66 x 32 cm, Galerija Akademije, Venecija.
- San Zeno oltar (1457-1460) - Panel, 480 x 450 cm, San Zeno, Verona.
- Sv. Sebastijan (c. 1457. – 1459.)- Wood, 68 x 30 cm, Beč.
- Sv. Sebastijan - Panel, 255 x 140 cm, Louvre, Paris
- Poklonstvo kraljeva (1462.) - tempera na dasci, 76 x 76.5 cm, Uffizi, Firenca.
- Uzašašće Marijino (1462.) - tempera na drvu, 86 x 42.5 cm, Uffizi, Firenca.
- Portret Carla de Medicija (c. 1467.) - tempera na drvu, 40.6 x 29.5 cm, Uffizi, Firenca.
- Madona od kerubina (c. 1485) -  Panel, 88 x 70 cm, Pinacoteca di Brera, Milano
- Cezarov trijumf (c. 1486.) - palača dvora Hampton, Engleska.
- Oplakivanje Krista (c. 1490) - tempera na platnu, 68 x 81 cm, Pinakoteka Brera, Milano.
- Madona od pećina (1489. – 1490.)) - Uffizi, Firenca.
- Sv. Sebastijan iz Venecije (1490) - daska, 68 x 30 cm, Ca' d'Oro, Venecija.
- Pobjedonosna Madona (1495.) - ulje na platnu, 285 x 168 cm, Louvre, Pariz.
- Sveta obitelj (c. 1495. – 1500.) - tempera na platnu, 75.5 x 61.5 cm, Dresden.
- Judita i Holoferno (1495.) - tempera na drvu, Washington.
- Gospa iz Trivulzija (1497.) - Tempera on canvas, 287 x 214 cm, Museo Civico d'Arte Antica, Milan
- Parnas (Mars i Venera) (1497.) - platno, 160 x 192 cm, Louvre, Pariz.
- Minerva proganja poroke iz vrta vrlina (c. 1502.)- ulje na platnu, 160x192 cm, Louvre, Paris

## Vanjske poveznice
- Poveznica za njegove grafike; odjeljak B  Arhivirana inačica izvorne stranice od 23. kolovoza 2016. (Wayback Machine)
- Video o Sv Sebastijanu od Andrea Mantegne (francuski).